# New York Sun
The New York Sun va ser un periòdic (sortia 5 dies a la setmana) publicat a la ciutat de Nova York des de 2002 fins al 2008.
Un diari anterior de Nova York The Sun començà a publicar-se el 1833 i es fusionà amb New York World-Telegram el 1950. Era considerat un diari seriós i era més conservador des del punt de vista polític que els coetanis New York Times i New York Herald Tribune
El diari The Sun va sortir a la venda el 3 de setembre de 1833 sota el lema "brilla per a tots"".
El 1844, The Sun va publicar una notícia falsa sobre la travessia de l'Atlàntic en globus, feta per Edgar Allan Poe, i el 25 d'agost de 1835 una sèrie d'articles en els quals atribuïa a John Herschel el descobriment de vida a la Lluna.
John B. Bogart, editor del The Sun entre 1873 i 1890, va fer la que potser és la més citada de les definicions existent sobre què és el periodisme: Quan un gos mossega a un home no és notícia, perquè això passa molt sovint, però quan un home mossega un gos sí que ho és. L'any 1868 "The New York Sun" contractà per primera vegada una dona com a reportera i en la dècada dels 1880 The Sun contractà Eleanor Hoyt Brainerd com a editora de moda, essent la primera dona editora d'un diari.
El diari es publica fins al 30 de setembre de 2008